# Лози, Джованни
Джованни Лози (итал. Giovanni Losi, M.C.C.I., 29.11.1838 — 27.12.1882) — итальянский католический священник, пионер итальянской миссии в Судане.  

## Биография
Джованни Лози родился 29 сентября 1838 года в Казелле-Ланди (Италия), был крещен в тот же день в приходской церкви деревни.
Семья переехала в Ронкалью, когда он еще был ребенком, а позже он вошел в епископальную семинарию Пиаченцы.
Он был рукоположен священником в 1862 году.
Десять лет спустя, в 1872 году, он вошел в Миссионерский институт Вероны, основанный Даниэлем Комбони, чтобы уехать в следующем году в Судан. Он стал личным исповедником отца Комбони.
Он опубликовал с отцом Луиджи Бономи, первый катехизис и словарь на языке Нобиина, неизвестным в Европе до сего момента.
Он руководил миссионерами Эль-Обейда до 1878 года. Местное мусульманское население всегда была враждебна к миссионерам.
После смерти Комбони в 1881 году он временно руководил всей миссией в Центральной Африке.
Отец Джованни умер, заболев цингой, в возрасте 44 лет 27 декабря 1882 года в Эль-Обейде (Судан).
Он был похоронен в Эль-Обиде, но его могила была осквернена фундаменталистами, когда Махадис завоевал регион в 1889 году.

## Фото

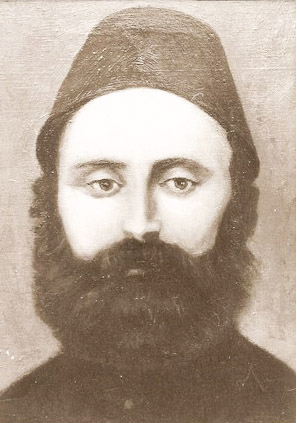
Джованни Лози в 1880.